# Leviprora inops
Leviprora inops är en fiskart som först beskrevs av Jenyns, 1840.  Leviprora inops ingår i släktet Leviprora och familjen Platycephalidae. IUCN kategoriserar arten globalt som livskraftig. Inga underarter finns listade i Catalogue of Life.